# Ныряльщик в магме
«Ныряльщик в магме», также известный как «Погружение в магму» и «Ныряльщик в магму» (яп. マグマダイバー; дословно — «Дайвер магмы») — десятый эпизод аниме-сериала «Евангелион» от студии Gainax. Режиссёры эпизода — Цуёси Кага и Хироюки Исидо, сценаристы — Хидэаки Анно и Акио Сацукава. Впервые эпизод был показан 6 декабря 1995 года на TV Tokyo, набрав 9,5 % аудитории.
В «Ныряльщике в магме» агентство Nerv находит в кратере активного вулкана Асама восьмого ангела в стадии куколки — Сандалфона. Главный научный сотрудник Nerv Рицуко Акаги приказывает поймать его для дальнейшего изучения, а если это невозможно — уничтожить. Аска Лэнгли Сорью на Евангелионе-02 спускается за ним в магму вулкана. Однако после того, как она ловит ангела, он переходит во взрослую стадию и атакует её. Аска побеждает его, применив тепловое расширение: с помощью шлангов охлаждения она понижает температуру его тела и пронзает прогрессивным ножом. Перед смертью ангел задевает опорные тросы Евы-02, и та начает падать вниз, однако её спасает Синдзи Икари на Еве-01.

## Сюжет
Класс, в котором учатся Синдзи Икари, Аска Лэнгли Сорью и Рей Аянами, собирается в поездку на Окинаву, однако Синдзи, Аска и Рей не могут поехать, так как являются пилотами Евангелионов. В аэропорту Аска и Синдзи прощаются со своими друзьями и идут бассейн, где Аска заигрывает с Синдзи. Тем временем в кратере активного вулкана Асама агентство Nerv обнаружило восьмого ангела — Сандалфона, находящегося в фазе куколки, похожей на эмбрион человека. Главный научный сотрудник Nerv Рицуко Акаги приказывает захватить его живым и невредимым для дальнейшего изучения, а если это не представляется возможным — уничтожить. Для погружения в магму вулкана Ева-02 была оборудована снаряжением класса D, представляющее собой скафандр, который может выдерживать сильные давление и температуры, а также радиацию.
Аска, сев в Еву-02, погружается в магму, опускаясь до глубины 1780 метров, по дороге потеряв свой прогрессивный нож — оружие, лезвие которого вибрирует с высокой частотой и может прорезать объекты на молекулярном уровне. Заметив Сандалфона, она ловит его в электромагнитную клетку. Однако в ней он после своего громкого плача переходит во взрослую стадию и, разрушив клетку, атакует Аску. Аска просит Синдзи кинуть ей прогрессивный нож, который она успешно ловит, но он оказывается бесполезным против ангела. Тогда она вспоминает про тепловое расширение и, вскрыв один из своих шлангов охлаждения, направляет поток охлаждающей жидкости прямо на ангела, добивая его ножом. Перед смертью он задевает своими щупальцами опорные тросы Евы-02, вследствие чего она начала падать вниз, однако Синдзи на Еве-01 спасает её, схватив за руку.
После завершения миссии Аска, Синдзи и Мисато Кацураги отправляются на горячие источники. Синдзи в мужской части пребывает вместе с тепловодным пингвином Пен-Пеном, которого отправил по почте Рёдзи Кадзи. Тем временем в женской части сидят Аска и Мисато, разговаривая и наблюдая закат.

## Производство
В 1993 году Gainax опубликовала «Предложение» (яп. 企画書), презентационный документ о «Евангелионе», содержащий синопсис о «Ныряльщике в магме». Изначально эпизод должен был быть одиннадцатым, однако позже стал десятым. Режиссёрами эпизода являются Цуёси Кага и Хироюки Исидо, сценаристами — Хидэаки Анно и Акио Сацукава, раскадровщиками — Анно и Кага, главным аниматором — Сигета Сатоси. Такэси Хонда создал дизайн платья Аски.
В битве с Сандалфоном было использовано жидкое стекло для создания эффекта искажения. Для плача ангела в начале битвы был использован искажённый плач младенца. Во вступительной музыкальной теме эпизода была использована песня «A Cruel Angel’s Thesis» в исполнении Ёко Такахаси, а в заключительной — «Fly me to the Moon», тоже в исполнении Такахаси. Также в эпизоде использовалась песня Котоно Мицуиси «Lila ~ from Ys».

## Отсылки

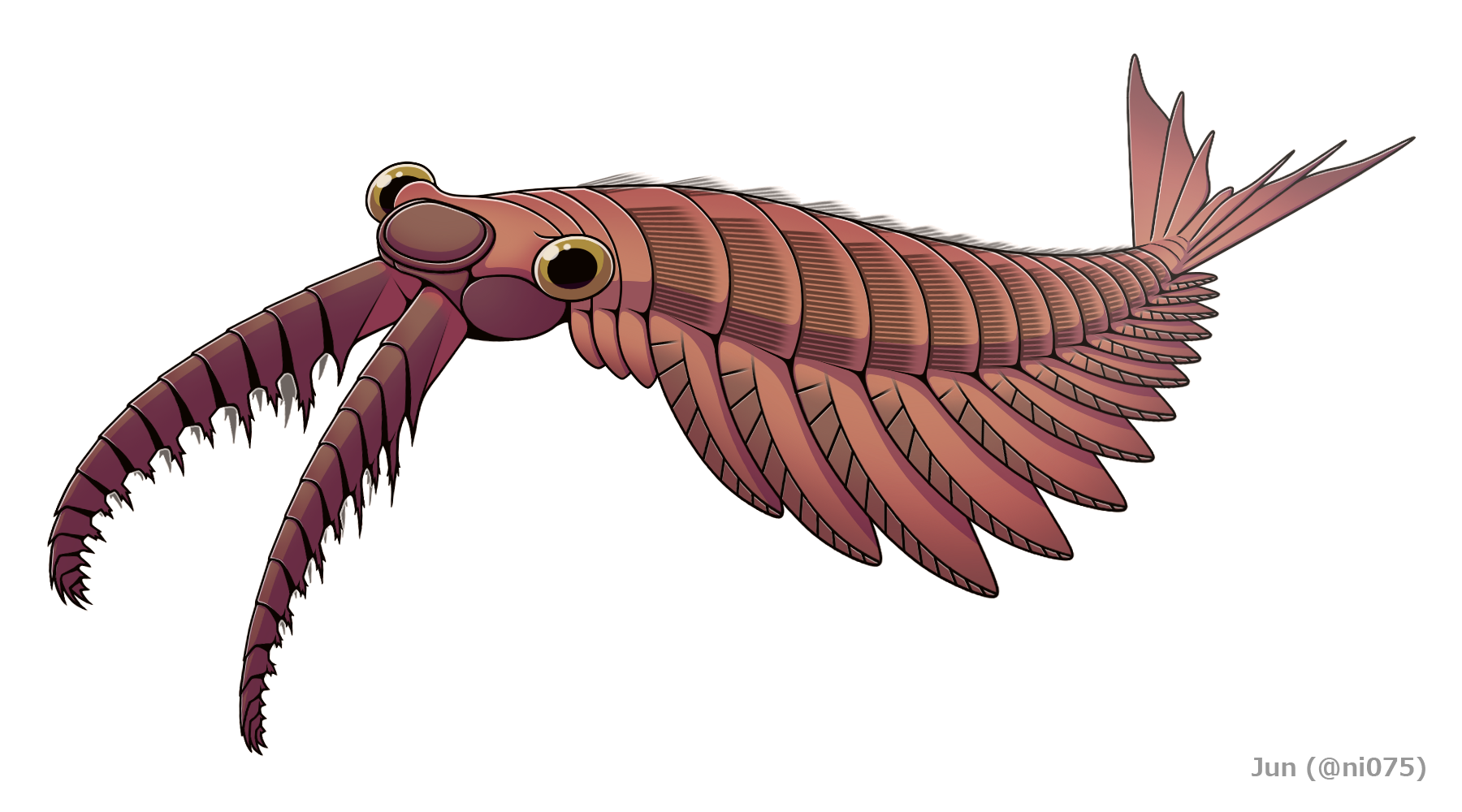
Реконструкция аномалокариса

Пиво Боа, которое в начале эпизода пьёт Мисато, является отсылкой к газировке «Боа-Джюс» из фильма 1969 года «Летающий корабль-призрак». Имя Сандалфона является отсылкой к ангелу авраамических религий — Сандальфону. За основу образа Сандалфона в эпизоде был взят внешний вид аномалокариса — плотоядного членистоногого, жившего в кембрийский период. Сцена, в которой Синдзи неподалёку от вулкана Асама смотрит на небо и видит самолёты ООН, является отсылкой к фильму 1971 года «Штамм „Андромеда“».

## Показ и критика
Впервые «Ныряльщик в магме» был показан 6 декабря 1995 года на TV Tokyo, набрав 9,5 % аудитории.
Редактор Film School Rejects Макс Ковилл поставил «Ныряльщика в магме» на 17-е место в своём рейтинге эпизодов «Евангелиона». Он похвалил эпизод за элементы фансервиса, представленные разными костюмами Аски и сценой в горячих источниках, где Аска и Мисато сидят голыми. Обозреватель Акио Нагатоми из Anime Café назвал эпизод неплохим, но не впечатляющим, похвалив его за юмористичность и раскритиковав оборудование D-типа. Редактор Looper.com Томпсон Смит в своём списке самых могущественных ангелов «Евангелиона» поставил Сандалфона на 16-е место, сказав, что он не представляет сильной угрозы, а также сравнив его с Гагиилом.
Многие критики низко оценили битву Аски с Сандалфоном: редакторы Screen Rant Джек Кэмерон и Адам Бич поставили битву на 13-е и 10-е место соответственно среди лучших битв с ангелами, Леонард Мэнсон из Somagnews.com — на 10-е.

## Продукция
«Ныряльщик в магме» было включено в DVD-сборники «Second Impact Box» Gainax и «Евангелион. Том 2 серии 7―13» российской компании MC Entertainment, выпущенные 15 ноября 2000 и 28 июля 2005 года соответственно. Эпизод вошёл в Blu-ray-сборник «Neon Genesis Evangelion Blu-ray BOX», выпущенный японской компанией King Records 26 августа 2015 года. Японская компания Movic выпустила футболки, основанные на эпизоде.

### На японском языке
- Evangelion Chronicle (яп.). — DeAgostini, 2010. — Vol. 10.
- Evangelion Chronicle (яп.). — DeAgostini, 2010. — Vol. 19.
- Evangelion Chronicle (яп.). — DeAgostini, 2010. — Vol. 26.
- Evangelion Chronicle (яп.). — DeAgostini, 2010. — Vol. 44.
- Gainax. Neon Genesis Evangelion Newtype 100% Collection = 新世紀エヴァンゲリオン NEWTYPE 100％ COLLECTION (яп.). — Kadokawa Shoten, 1997. — ISBN 4-04-852700-2.
- Neon Genesis Evangelion Film Books (яп.). — Kadokawa Shoten, 1996. — Vol. 4.

### На других языках
- Cannarsi G. Evangelion Encyclopedia (итал.). — Dynit[англ.], 1998. — Vol. 5.
- Fujie K., Foster M. Neon Genesis Evangelion: The Unofficial Guide (англ.). — Tokyo: DH Publishibg, 2004. — 188 p. — ISBN 9780974596143.